# Stapar (Wojwodina)
Stapar (cyr. Стапар) – wieś w Serbii, w Wojwodinie, w okręgu zachodniobackim, w mieście Sombor. W 2011 roku liczyła 3282 mieszkańców.